# RTI Music
RTI Music — італійський лейбл звукозапису, створений у 1991 році.

## Історія
Студія RTI Music була створена 1991 року, в Мілані. Свої платівки на цьому лейблі записували такі італійські виконавці: Мартіні Патті, Патті Право, Мікеле Дзаррілло, Адріано Челентано, Амбра Анджоліні, Памела Праті, Фіорело, Лорелла Куккаріні, Марко Колумбро, Памела Праті, Франческо Сальві і багато інших.